# Alexandre Parodi
Pour les articles homonymes, voir Parodi et Quartus (homonymie).
Pour les autres membres de la famille, voir famille Parodi.
Ne pas confondre avec Alexandre Parodi, auteur dramatique ayant donné son nom à une rue du 10e arrondissement de Paris
Alexandre Parodi, né le 1er juin 1901 à Paris où il est mort le 15 mars 1979, est un haut fonctionnaire, résistant et homme politique français, compagnon de la Libération.
Pendant la Seconde Guerre mondiale, il est un des hauts fonctionnaires qui suscitent et fédèrent la Résistance. Fondateur ou dirigeant de plusieurs instances de la résistance intérieure, il devient en février 1944 délégué général du Comité français de Libération nationale en zone occupée. Ministre des territoires libérés en août 1944, il participe à l'insurrection de Paris et organise la mise en place des nouvelles autorités civiles. 
Il a profondément marqué la vie publique française au travers des fonctions multiples qu’il a exercées pendant un demi-siècle dans l’administration, la diplomatie, la vie sociale et la défense de l’intégrité du pays. Il fut vice-président du Conseil d'État de 1960 à 1971.

## Biographie

### Jeunesse et études

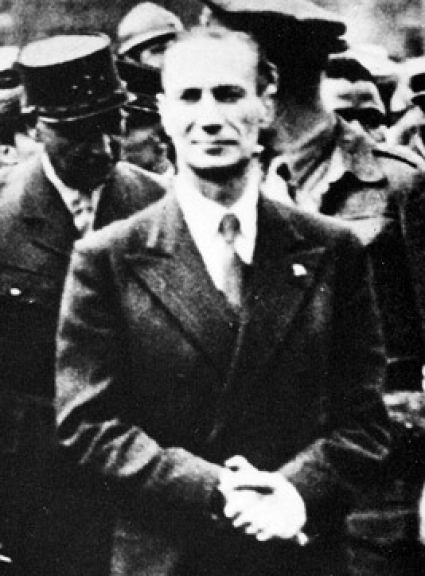
Alexandre Parodi le jour du défilé de la libération de Paris, 26 août 1944. Deux rangs derrière lui, on distingue Georges Dukson, le « lion noir du XVIIe ».

Alexandre Maurice Marie Parodi naît dans le 17e arrondissement de Paris. Il est le fils de Dominique Parodi, philosophe, et le frère du magistrat et résistant René Parodi.
Une fois son baccalauréat obtenu, il s'inscrit à l'université de Paris. Il y obtient une licence de lettres. Admis à l'École libre des sciences politiques.

### Parcours professionnel
Membre du Conseil d’État à compter de 1926 comme auditeur,, il contribue à forger le droit administratif.
De 1929 à 1938, il est en parallèle secrétaire général adjoint du Conseil national économique (devenu le Conseil économique et social) et commissaire du gouvernement de 1933 à 1938. 
En 1938, il devient maître des requêtes au Conseil d'État et entre brièvement au cabinet du ministre du Travail, Charles Pomaret, comme conseiller technique. Il devient en 1939 directeur général du Travail et de la main d'œuvre au sein du même ministère,.
Durant la Seconde Guerre mondiale, il n'est pas mobilisé en 1939, du fait de ses responsabilités civiles. En raison de ses opinions hostiles au régime de Vichy, il est révoqué de ses fonctions au ministère du Travail. Il reprend ses fonctions au Conseil d'État replié à Royat (où il revoit l'un de ses amis, Jean Cavaillès, de l'université de Strasbourg, en repli à Clermont, dans l'été 1940, qu'il avait connu, avec son frère René, par son père). Il contacte d'autres résistants potentiels, à Paris et à Lyon et constitue (en liaison avec Jean Moulin) le Comité des experts qui devient en 1943 le Comité général d'études ; sous le pseudonyme de Quartus puis de Cérat, il y étudie et prépare les réformes judiciaires à mettre en place après la Libération,.
La Gestapo saisit des documents de la Délégation générale à Paris, ce qui oblige Parodi à entrer dans la clandestinité en 1943. Il devient en septembre responsable de la commission clandestine de la Presse et de l'Information et étudie la question de l'épuration et de la presse après la Libération. Il participe aussi à la fondation du comité financier de la Résistance.

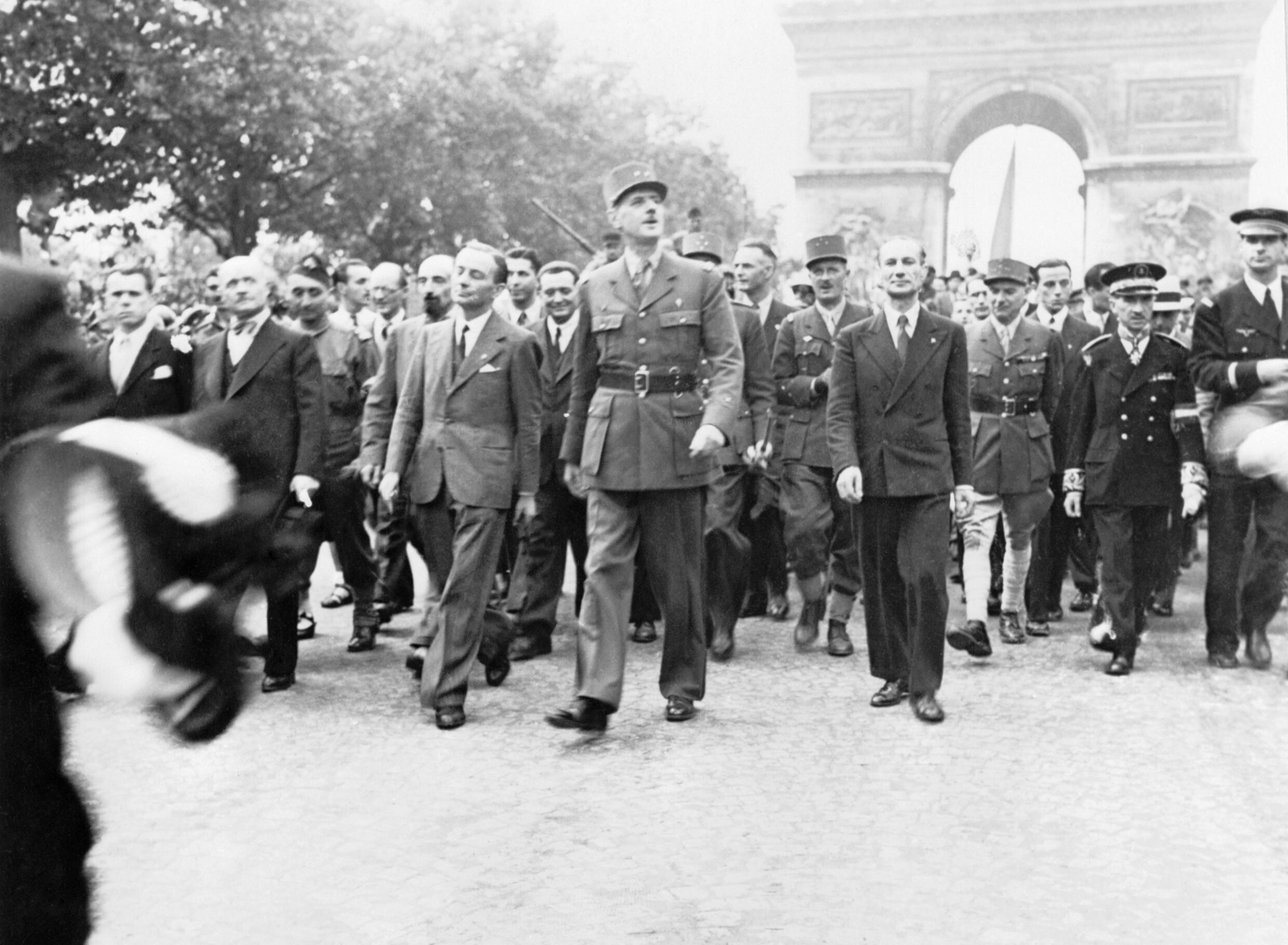
Au premier rang du défilé de la Libération, de gauche à droite : Georges Bidault, Charles de Gaulle, Alexandre Parodi.

En février 1944, à la demande du général de Gaulle, il devient délégué général du Comité français de Libération nationale en France occupée, succédant à ce poste, après le préfet Émile Bollaert, à Jean Moulin. Il est l'intermédiaire entre le Conseil national de la Résistance, le gouvernement provisoire de la République française à Alger et les organisations de résistance sur le terrain et joue un grand rôle dans la Libération de Paris. Le 25 août 1944, il accueille Charles de Gaulle à Paris, et défile à côté de lui, le lendemain, sur les Champs-Élysées. Il est Compagnon de la Libération,,.
Le général Dietrich von Choltitz raconte, à partir de la page 251 de ses Mémoires (Soldat unter Soldaten), qu'il rencontra des prisonniers en août 1944 destinés à être fusillés : Parodi, Roland Pré et Emile Laffon. Parodi lui avait fait l'impression d'être un homme important (von Format) et d'influence. Ils étaient accompagnés du consul Raoul Nordling. Ils discutèrent pendant deux heures, tous persuadés de devoir maintenir l'ordre, et il les laissa partir à l'étonnement de ses hommes.
Ministre du Travail et de la Sécurité sociale dans le gouvernement de Gaulle entre le 9 septembre 1944 et le 21 octobre 1945, il imprime sa marque aux textes fondamentaux relatifs à la Sécurité sociale, aux comités d’entreprise et au statut de l’immigration. Il est à l'origine en 1945, dans les arrêtés Parodi, de la classification des ouvriers : manœuvres, ouvriers qualifiés et ouvriers spécialisés.
Alexandre Parodi mène ensuite, de 1946 à 1960, une éminente carrière de diplomate. Avec le titre d'ambassadeur de France reçu en 1946, il est successivement représentant permanent de la France auprès du Conseil de sécurité des Nations unies de 1946 à 1949, secrétaire général du ministère des Affaires étrangères de 1949 à 1954, représentant permanent au Conseil de l'Organisation du traité de l'Atlantique nord (OTAN) de 1955 à 1957, puis ambassadeur au Maroc de 1957 à 1960.
Enfin, vice-président du Conseil d’État de 1960 à 1970, il modernise l’institution en lui permettant de surmonter les remous liés aux événements politiques de l'époque.
Il est membre de l'Institut, au titre de l'Académie des sciences morales et politiques. Il est aussi président du Service social d'aide aux immigrés de 1973 à sa mort.
Alexandre Parodi, alors vice-président du Conseil d'État, est de 1960 à 1970 président de l'Institut français des sciences administratives, association reconnue d’utilité publique, ayant pour but de promouvoir le modèle français de sciences administratives.
Dans le film Paris brûle-t-il ?, son rôle est interprété par Pierre Dux.
Le square Alexandre-et-René-Parodi, à Paris, porte son nom et celui de son frère, tous deux compagnons de la Libération. Le grand amphithéâtre du site parisien de l’ENA porte également son nom, ainsi que l'école maternelle et primaire Parodi à Blois.

## Distinctions
- Grand-croix de la Légion d'honneur[8]
- Compagnon de la Libération (décret du 27 août 1944).
- Grand-croix de l'ordre national du Mérite